# Eustala
Eustala är ett släkte av spindlar. Eustala ingår i familjen hjulspindlar.

## Dottertaxa tillEustala, i alfabetisk ordning[1]
- Eustala albicans
- Eustala albiventer
- Eustala anastera
- Eustala andina
- Eustala bacelarae
- Eustala banksi
- Eustala bifida
- Eustala bisetosa
- Eustala brevispina
- Eustala bucolica
- Eustala californiensis
- Eustala cameronensis
- Eustala cazieri
- Eustala cepina
- Eustala clavispina
- Eustala conchlea
- Eustala conformans
- Eustala decemtuberculata
- Eustala delasmata
- Eustala delecta
- Eustala devia
- Eustala eleuthera
- Eustala emertoni
- Eustala essequibensis
- Eustala exigua
- Eustala fragilis
- Eustala fuscovittata
- Eustala gertschi
- Eustala gonygaster
- Eustala guianensis
- Eustala guttata
- Eustala histrio
- Eustala illicita
- Eustala inconstans
- Eustala ingenua
- Eustala innoxia
- Eustala isosceles
- Eustala itapocuensis
- Eustala lata
- Eustala latebricola
- Eustala longembola
- Eustala lunulifera
- Eustala maxima
- Eustala mimica
- Eustala minuscula
- Eustala montana
- Eustala monticola
- Eustala montivaga
- Eustala mourei
- Eustala nasuta
- Eustala nigerrima
- Eustala novemmamillata
- Eustala oblonga
- Eustala orina
- Eustala pallida
- Eustala panamana
- Eustala perdita
- Eustala perfida
- Eustala photographica
- Eustala procurva
- Eustala redundans
- Eustala richardsi
- Eustala rosae
- Eustala rubroguttulata
- Eustala rustica
- Eustala saga
- Eustala sagana
- Eustala sanguinosa
- Eustala scitula
- Eustala scutigera
- Eustala secta
- Eustala sedula
- Eustala semifoliata
- Eustala smaragdinea
- Eustala tantula
- Eustala taquara
- Eustala tribrachiata
- Eustala tridentata
- Eustala trinitatis
- Eustala tristis
- Eustala tumida
- Eustala ulecebrosa
- Eustala uncicurva
- Eustala unimaculata
- Eustala vegeta
- Eustala vellardi
- Eustala venusta
- Eustala wiedenmeyeri
- Eustala viridipedata